# Hans-Jürgen Kliemank
Hans-Jürgen Kliemank (* 7. Mai 1949) war Fußballspieler in der DDR-Oberliga. In der höchsten Spielklasse des DDR-Fußball-Verbandes spielte Kliemank für die BSG Wismut Gera.
Kliemank begann seine Fußballerlaufbahn bei der landwirtschaftlichen Betriebssportgemeinschaft (BSG) Traktor Gottleubatal nahe Dresden. 16-jährig schloss er sich 1965 der BSG Wismut Gera an und absolvierte eine Lehre zum Geologiefacharbeiter. Nachdem er die obligatorischen Nachwuchsmannschaften durchlaufen hatte, spielte er mit der Männermannschaft in der zweitklassigen DDR-Liga. Im Mai 1970 wurde er zu einem 18-monatigen Militärdienst einberufen. 1976/77 gehörte Kliemank zur Wismut-Mannschaft, die den Aufstieg in die Oberliga erreicht hatte. Dabei war der 1,73 m große Abwehrspieler mit 26 Meisterschafts- und Aufstiegsspielen einer der tragenden Kräfte.
In der Oberligasaison 1977/78 spielte Kliemank in 21 von 26 ausgetragenen Punktspielen als Außenverteidiger. Er konnte nicht verhindern, dass Wismut Gera mit 75 Gegentreffern die meisten Tore aller 14 Oberligisten hinnehmen musste und mit 21 Niederlagen bei nur einem Sieg nach einem Jahr wieder absteigen musste. Kliemank spielte anschließend noch eine Saison mit Wismut in der DDR-Liga. 
Nachdem mit Platz drei der Wiederaufstieg verfehlt wurde, wechselte Kliemank zur Saison 1979/80 zum DDR-Liga-Aufsteiger Landbau Bad Langensalza. Dort konnte er zunächst mithelfen, den Klassenerhalt zu sichern, musste aber ein Jahr später erneut einen Abstieg hinnehmen. 32-jährig nahm Kliemank daraufhin noch einmal einen Wechsel vor und spielte ab Sommer 1981 für die BSG Stahl Silbitz eine Saison in der DDR-Liga, danach beendete mit Silbitz in der drittklassigen Bezirksliga seine Laufbahn als Fußballspieler.